# Catherine de Bourbon (1559-1604)

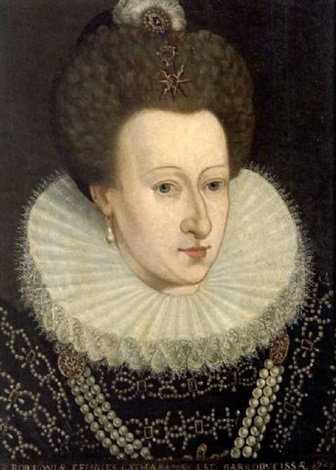
Portretschilderij toegeschreven aan Frans Pourbus de Jonge

Catherine de Bourbon (Parijs, 7 februari 1559 – Nancy, 13 februari 1604) was een Navarrese en Franse prinses. Namens haar broer Hendrik IV van Frankrijk bestuurde ze Navarra als regentes (1577-1592). Hoewel overtuigd calviniste, trouwde ze op latere leeftijd met de katholieke Hendrik, erfprins van Lotharingen en Bar. 

## Jonge jaren
Catherine was de enige dochter van de koning en koningin van Navarra, Antoine de Bourbon en Jeanne d'Albret. Ze stamde dus uit de hertogelijke familie Bourbon en de koninklijke familie Albret. Haar oudere broer was de latere Franse koning Hendrik IV. Een jaar na de geboorte van Catherine brak haar moeder met het katholicisme, waardoor ze opgroeide in een calvinistisch land. Ze kreeg een opleiding door humanistische leraren, maar had een slechte gezondheid. Als ze niet door ziekte aan haar bed was gekluisterd, vergezelde ze haar moeder op reizen naar Navarra. Op dertienjarige leeftijd verloor ze haar moeder, wier geloofsovertuiging ze altijd in ere zou houden. 
Enkele weken later ging Catherine de Bourbon naar Parijs voor het huwelijk van haar broer Hendrik met de koningszuster Marguerite de Valois op 18 augustus 1572. In tegenstelling tot andere protestanten werden ze gespaard tijdens de Bartholomeusnacht die zes dagen later plaatsvond, maar ze moesten het katholieke geloof aannemen. De volgende vier jaar leefden ze in onvrijheid aan het hof van koning Karel IX. Toen Hendrik in 1576 vluchtte, verliet ze het hof om hem te vervoegen in Béarn. Ze hervatte onmiddellijk haar oude geloof.

## Regentes van Navarra
In 1577 werd Catherine de Bourbon namens haar broer regentes van Navarra, wat ze zou blijven tot 1592. Ze besteedde veel zorg aan het verdedigen van haar land tijdens de oorlogen tegen de Heilige Liga.
Vanwege haar religie mislukten een aantal huwelijksprojecten voor haar. Eerst dong de hertog van Alençon naar haar hand en later waren er onderhandelingen zonder resultaat met koning Filips II van Spanje (1580), hertog Karel III van Lotharingen (1581) en hertog Karel Emanuel I van Savoye (1583). Ze woonde toen afwisselend in Pau en in Nérac en vergezelde geregeld haar broer. In 1585 dwongen oorlogsvoorbereidingen Catherine om naar Navarrenx te gaan, de enige versterkte plaats van het vorstendom. Vanaf het voorjaar van 1588 woonde ze bijna constant in Pau. 
Na de troonsbestijging van haar broer in 1589 als koning Hendrik IV, werd ze ad interim hertogin van Albret en gravin van Armagnac. Haar huwelijk werd nu nog meer een staatszaak en Hendrik deed diverse opportunistische beloften. Catherine wees de huwelijksaanzoeken van de Schotse koning Jacobus VI in 1588 en van hertog Christian von Anhalt in 1591 af. Ze was al een aantal jaar verliefd op haar neef Charles de Bourbon-Condé, graaf van Soissons. Toen deze haar in 1592 opzocht in Pau, liet Hendrik IV hem opsluiten omdat hij twijfelde aan zijn loyauteit. 
Op het einde van haar regentschap verleende Catherine bescherming aan Antonio Pérez, een Spaans staatsman die ontsnapt was uit gevangenschap en die in november 1591 de Pyreneeën over trok.

## Aan het koninklijk hof
Hendrik IV was zijn zus oprecht genegen en toonde dat ook financieel. Hij riep haar in 1593 naar het hof in Mantes en liet haar de koninklijke raad bijwonen. In Tours maakte ze met haar goede vriendin Catherine de Parthenay balletten over haar gefnuikte liefde voor Charles de Bourbon. Ze bleef een fervent calviniste en maakte bezwaar tegen Hendriks bekering. Niettemin was ze tolerant en had ze geen religieuze vooroordelen. Zo schoot ze uitstekend op met de katholieke Gabrielle d'Estrées, de maîtresse van Hendrik, en had ze de twee graag zien trouwen. De inspanningen van Catherine en Gabrielle d'Estrées droegen bij tot het aannemen van het Edict van Nantes in 1598, dat godsdienstvrijheid bood aan de hugenoten in Frankrijk.
In 1594 riep Hendrik IV zijn zus naar Parijs om haar te vertellen dat ze moest huwen met Hendrik II van Lotharingen, de erfgenaam van de troon van Lotharingen. Deze alliantie was onderdeel van het Verdrag van Saint-Germain-en-Laye, dat hij had gesloten met hertog Karel III van Lotharingen. Met dit vooruitzicht weigerde Catherine in 1596 de hand van hertog Henri de Bourbon, hertog de Montpensier. 

## Aan het hof van Lotharingen
Pas op 13 juli 1598, toen ze 39 jaar was, werd het huwelijkscontract met Hendrik van Lotharingen ondertekend. Hoewel haar man een fervente katholiek was, bleef Catherine de Bourbon trouw aan haar calvinistische geloof. Paus Clemens VIII weigerde op 29 december de vereiste dispensatie te verlenen, maar Hendrik IV sommeerde de aartsbisschop van Reims om het nodige te doen. Daardoor kon de bruiloft op 30 januari 1599 worden ingezegend in Saint-Germain-en-Laye. 
Het werd geen gelukkig huwelijk en Catherine was vaak ziek. Aan het hof in Nancy organiseerde ze balletten en feesten, en ze schreef ook gedichten. Haar broer bleef proberen om de pauselijke dispensatie te verkrijgen, maar ook om zijn zus te bekeren. Een theologisch debat moest daartoe bijdragen, maar de discussies op 13 november 1599 tussen enerzijds de jezuïet Commolet en een kapucijn en anderzijds de predikanten Jacques Couet en Dominique de Losse, brachten geen baat. Toen Hendrik ook nog kardinaal Jacques-Davy Duperron op haar af stuurde, vielen broer en zus in ruzie. Uiteindelijk verzoenden ze zich en kwam ook de dispensatie er. Korte tijd later stierf Catherine aan buikvliesontsteking. Ze had geen nageslacht.

## Receptie
In 1703 schreef Charlotte-Rose de Caumont La Force een geromanceerde biografie over Catherine de Bourbon. Deze Mémoire historique, ou Anecdote galante et secrète de la duchesse de Bar, stelde haar voor als een ongelukkige geliefde. Ook de Dictionnaire historique et critique van Pierre Bayle en een strip in de reeks Les Amours célèbres stellen dat aspect op de voorgrond.
In 1927 werden de brieven en gedichten van Catherine de Bourbon bezorgd:
- Lettres et poésies de Catherine de Bourbon (1570-1605), ed. R. Ritter, Paris, Champion, 1927